# Бен Джонсън (спринтьор)
Вижте пояснителната страница за други личности с името Бен Джонсън.
Бенджамин Синклер Джонсън младши (на английски: Benjamin Sinclair Johnson Jr.), известен като Бен Джонсън, е канадски лекоатлет (спринтьор) и футболен треньор.

## Биография
Джонсън е роден във Фалмут, Ямайка в семейство от работническата класа на 30 декември 1961 г. Когато е 15-годишен, се преселва да живее в Канада с майка си.
В Торонто се запознава с треньора си Чарли Франсис, който започва да му дава допинг – стероиди.
На Летните олимпийски игри в Лос Анджелис през 1984 г. печели бронзовите медали на 100 метра и в щафетата 4 x 100 метра на Канада. Между Игрите в Лос Анджелис и тези в Сеул през 1988 г. Джонсън се превръща в основния конкурент на Карл Люис.
На Игрите в Сеул печели старта на 100 метра, като е един от четиримата състезатели, избягали дистанцията за по-малко от 10 секунди. Това е първият път, когато това е постигнато. След състезанието е дисквалифициран за употреба на допинг. 
През 1993 г. Бен Джонсън се опитва да се върне в спорта, но отново е заловен при употреба на допинг и е наказан да не участва в лекоатлетически състезания до живот.
Към 2012 г. работи като треньор във футболен отбор в Генуа, Италия.